# 児坂フェリー
児坂フェリー株式会社（こさかフェリー）は、香川県坂出市に存在する会社であり、同社が昭和後期に岡山県倉敷市と香川県坂出市の間で運航していたカーフェリー航路の名称である。本項では、かつて運航されていた航路について述べる。
なお、法人は存続しているが、2025年現在定期航路は運航していない。

## 概要
岡山県と香川県を結ぶカーフェリー航路としては、1956年(昭和31年)に四国自動車航送(現・四国フェリー)が宇野港 - 高松港に貨物航路を開設したのを嚆矢として、1961年(昭和36年)には宇高国道フェリーが旅客航路として同航路に参入、この時点ですでに3社が宇高航路を運航していた。
1964年(昭和39年)12月11日、児坂フェリーは、車両、船舶の輻輳する両港をバイパスし、かつ本四間の最短ルートの一つである児島港と坂出港を連絡するカーフェリー航路として開設された。当初は旅客定員12名の貨物フェリーだったが、1979年(昭和54年)に旅客設備を持つ船が就航した。
本州四国連絡橋の児島・坂出ルート(瀬戸大橋)が直近に建設されることになり、開通日の1988年(昭和63年)4月10日をもって廃止された。
本社の建物には、瀬戸中央自動車道の料金収受業務、与島パーキングエリアの運営を行う瀬戸大橋総合開発株式会社が入居している。同社は本航路をはじめとする、瀬戸大橋開通に伴って発生した船舶会社の離職者の対策として設立された。

## 航路
- 児島港(唐琴) - 坂出港
- 距離18km、航行時間1時間[2]
- 24時間運航、24往復/日
個札(徒歩)旅客の取り扱いは無く、従って他の交通機関との連絡も考慮されていない。
1980年代には、ルートの特性を生かし「瀬戸大橋観光ルート」「バスも乗れます」といった広告を行っていた[2]。

## 船舶
廃止時点では下記の3隻を保有していた。
- こさか丸

1979年9月竣工、同10月就航、467.91総トン、全長52.45m、幅14m、深さ3.4m、主機出力2,000ps、航海速力11.7ノット。
旅客定員85名、トラック16台。神田造船所建造、1991年海外売船。
- せと丸

1979年9月竣工、同10月就航、468.17総トン、全長52.45m、幅14.00m、深さ3.39m、主機出力2,000ps、航海速力11.7ノット。
旅客定員85名、トラック16台。神田造船所建造、航路廃止後豊島総合観光開発に売船、「第三豊松丸」に改名。
- 第二さかいで丸

1972年1月竣工、1980年11月就航(買船)、497.52総トン、全長51.5m、幅11.6m、深さ3.5m、主機出力2,000ps、航海速力12ノット。
旅客定員85名、トラック18台。讃岐造船鉄工所建造、もと四国フェリー第五十一玉高丸、1988年海外売船。

### 過去の船舶
開業当初は旅客設備を持たず、「児坂産業フェリー」と称する貨物フェリーだった。
- こじま丸[4]

1964年11月25日竣工、中村造船鉄工所建造。
199.34総トン、全長36.550m、型幅8.000m、型深さ2.800m、ディーゼル1基、主機出力550ps、航海速力10.8ノット。
旅客定員12名。
- あやうた丸[5]

1964年11月竣工、中村造船鉄工所建造。
199.28総トン、全長36.55m、型幅8.00m、型深さ2.80m、ディーゼル1基、主機出力550ps、航海速力10.8ノット。
旅客定員12名。
- 第五備讃丸[6]→さかいで丸[7]

1965年8月竣工、山陽造船建造。
187.70総トン、全長34.00m、型幅8.50m、型深さ3.10m、ディーゼル1基、主機出力650ps、航海速力11ノット。
旅客定員12名。